# 山本彩夏
山本 彩夏（やまもと あやか、1988年8月25日 - ）は、スターレイプロダクション所属の女性ファッションモデルである。東京都出身。血液型A型。身長167cm。
2010年から2013年に至るまで雑誌『BLENDA』の専属モデルを務めた。